# Décès en 2020
Décès
- 2016
- 2017
- 2018
- 2019
- 2020
- 2021
- 2022
- 2023
- 2024

Cet article présente une liste de personnalités mortes au cours de l'année 2020.
La liste des personnes référencées dans Wikipédia est disponible dans la page de la Catégorie:Décès en 2020

Les mois de l'année font également l'objet de listes spécifiques :

## Décès par mois

### Janvier
- 1er janvier : David Stern, ancien commissionnaire de la NBA.
- 3 janvier :
  - Qassem Soleimani, général iranien.
  - Nathaël Julan, jeune footballeur professionnel évoluant à l'EA Guingamp.
- 7 janvier : 
  - Jacques Dessange, coiffeur et homme d'affaires français.
  - Neil Peart, batteur et parolier du groupe Rush.
  - Ana Lucrecia Taglioretti, pianiste paraguayenne.
- 8 janvier : Edd Byrnes, acteur américain.
- 10 janvier : Qabus ibn Saïd, sultan et premier ministre d'Oman.
- 11 janvier : Stan Kirsch, acteur américain.

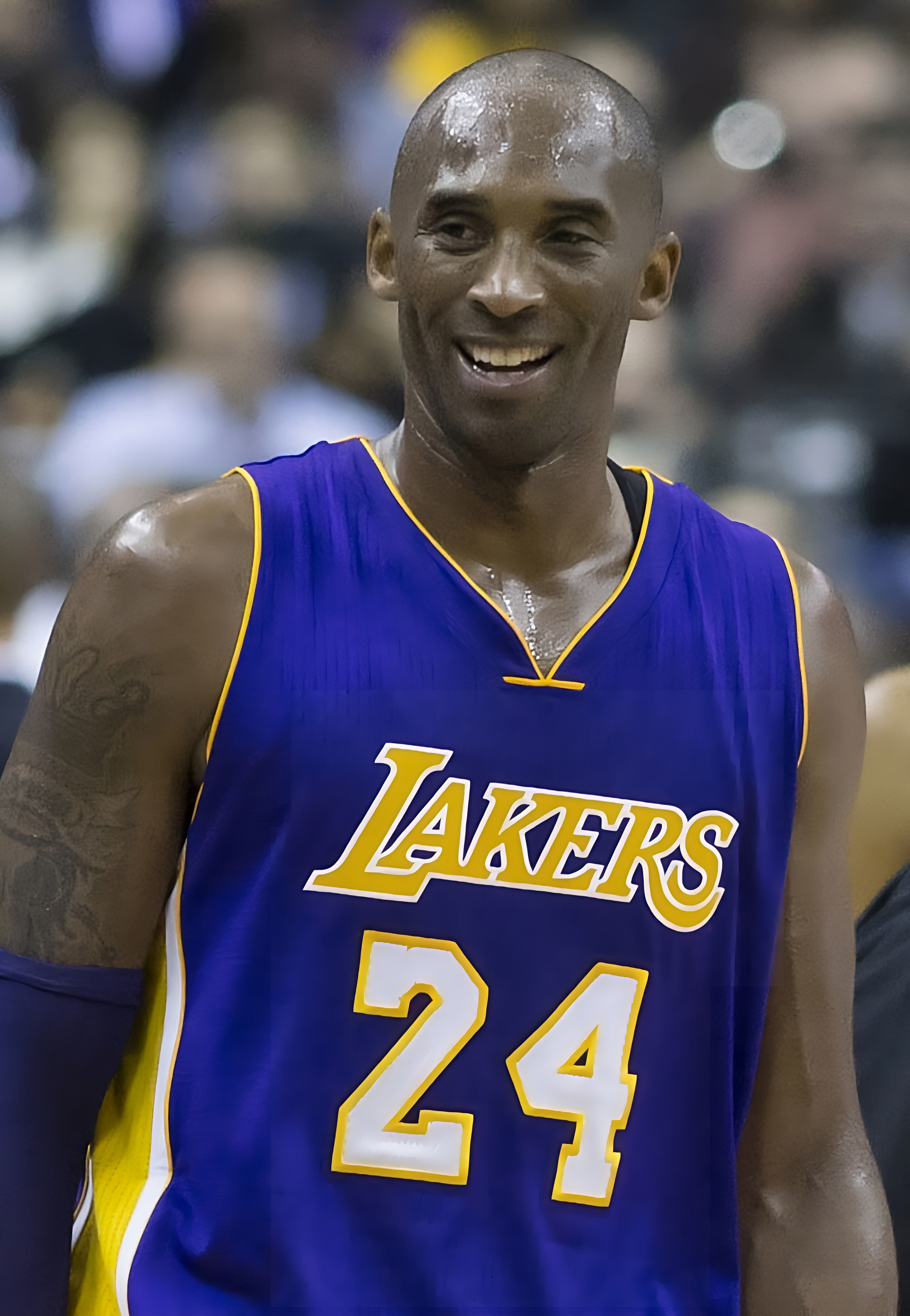
Kobe Bryant.

- 12 janvier : Paulo Gonçalves, pilote de motocross portugais.
- 13 janvier : Jean Delumeau, historien breton.
- 17 janvier : Thérèse Dion, femme d'affaires et animatrice de télévision canadienne, mère de la chanteuse Céline Dion.
- 21 janvier : Sébastien Demorand, journaliste, critique gastronomique, présentateur et chroniqueur de radio français.
- 21 janvier : Terry Jones, acteur, réalisateur, scénariste, historien et écrivain gallois.
- 24 janvier : Robert Rensenbrink, joueur de football néerlandais.
- 26 janvier :
  - Kobe Bryant, joueur de basket en NBA, double champion olympique (2008, 2012).
  - Michou, directeur de cabaret français à Montmartre
  - 30 janvier: Roger Holeindre, militaire, résistant, journaliste et homme politique français.
- 31 janvier : 
  - Mary Higgins Clark, écrivaine américaine.
  - Guy Delcourt, homme politique français.

### Février

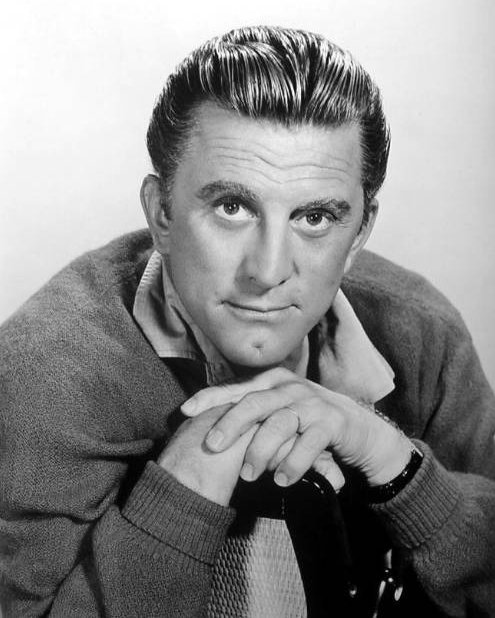
Kirk Douglas.

- 2 février : Mike Moore, homme politique néo-zélandais, premier ministre en 1990.
- 3 février : 
  - David Kessler, haut fonctionnaire français.
  - George Steiner, critique littéraire et écrivain français.
- 5 février : 
  - Kirk Douglas, acteur, producteur, réalisateur et écrivain américain.
  - Yves Pouliquen, essayiste, ophtalmologue et académicien français, .
- 7 février : 
  - Li Wenliang, médecin chinois qui, en décembre 2019, a été l'un des tout premiers médecins à donner l'alerte sur la pandémie de Covid-19.
  - Pierre Guyotat, écrivain français.
- 8 février : Robert Conrad, acteur, cascadeur et chanteur américain.
- 9 février : Mirella Freni, soprano italienne.
- 10 février : Claire Bretécher, auteure de bande dessinée humoristique et illustratrice française.
- 16 février : 
  - Jason Davis, acteur américain.
  - Graeme Allwright, chanteur auteur-compositeur-interprète franco-néo-zélandais.
  - Kellye Nakahara, : actrice et peintre américaine.
- 19 février : 
  - Jean Daniel, écrivain et journaliste français.
  - Jens Nygaard Knudsen, concepteur des petits bonshommes Lego.
  - Pop Smoke, rappeur américain.
- 21 février : Michel Charasse, homme politique français.
- 23 février : Hervé Bourges, journaliste et dirigeant de l'audiovisuel français.
- 24 février : 
  - Clive Cussler, romancier et chasseur d'épaves américain.
  - Katherine Johnson, physicienne, mathématicienne et ingénieure spatiale américaine.
- 25 février : 
  - Gabrielle Grandière, auteur de la comptine Pirouette Cacahuète.
  - Hosni Moubarak, homme politique égyptien.
- 26 février : Hans Deinzer, clarinettiste et professeur de clarinette.

### Mars
- 6 mars : Henri Richard,  joueur de hockey sur glace québécois, membre du temple de la renommée du hockey.

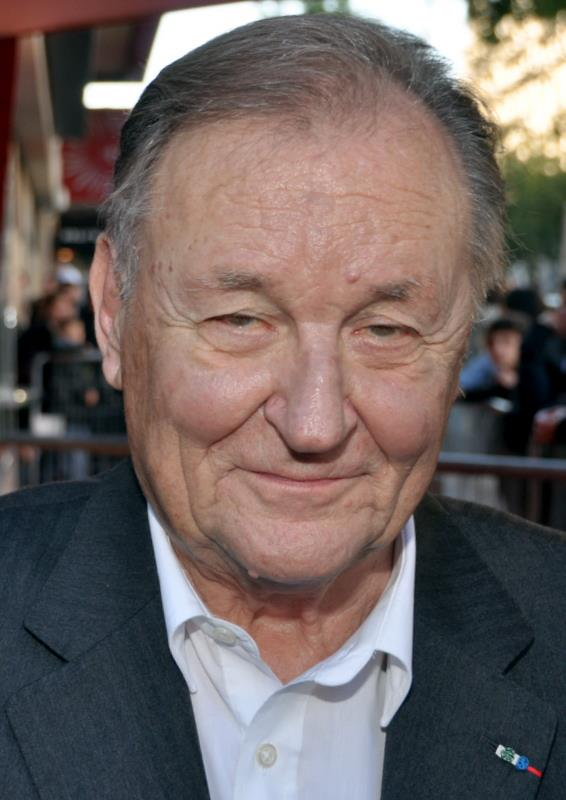
Albert Uderzo.

- 8 mars : Max von Sydow, acteur franco-suédois.
- 10 mars : Eva, chanteuse d'origine allemande.
- 12 mars : Tonie Marshall,  actrice, réalisatrice, scénariste et chorégraphe.
- 15 mars : Suzy Delair, actrice et chanteuse française.
- 17 mars : Édouard Limonov, écrivain soviétique, dissident politique.
- 24 mars :
  - Donatien Laurent, musicologue, ethnologue et linguiste breton.
  - Manu Dibango, saxophoniste et chanteur camerounais.
  - Albert Uderzo, auteur et dessinateur de bande-dessinée français.
  - Odile Schmitt, actrice et directrice artistique française pratiquant également du doublage.
- 25 mars: Jean-Yves Veillard, historien breton.

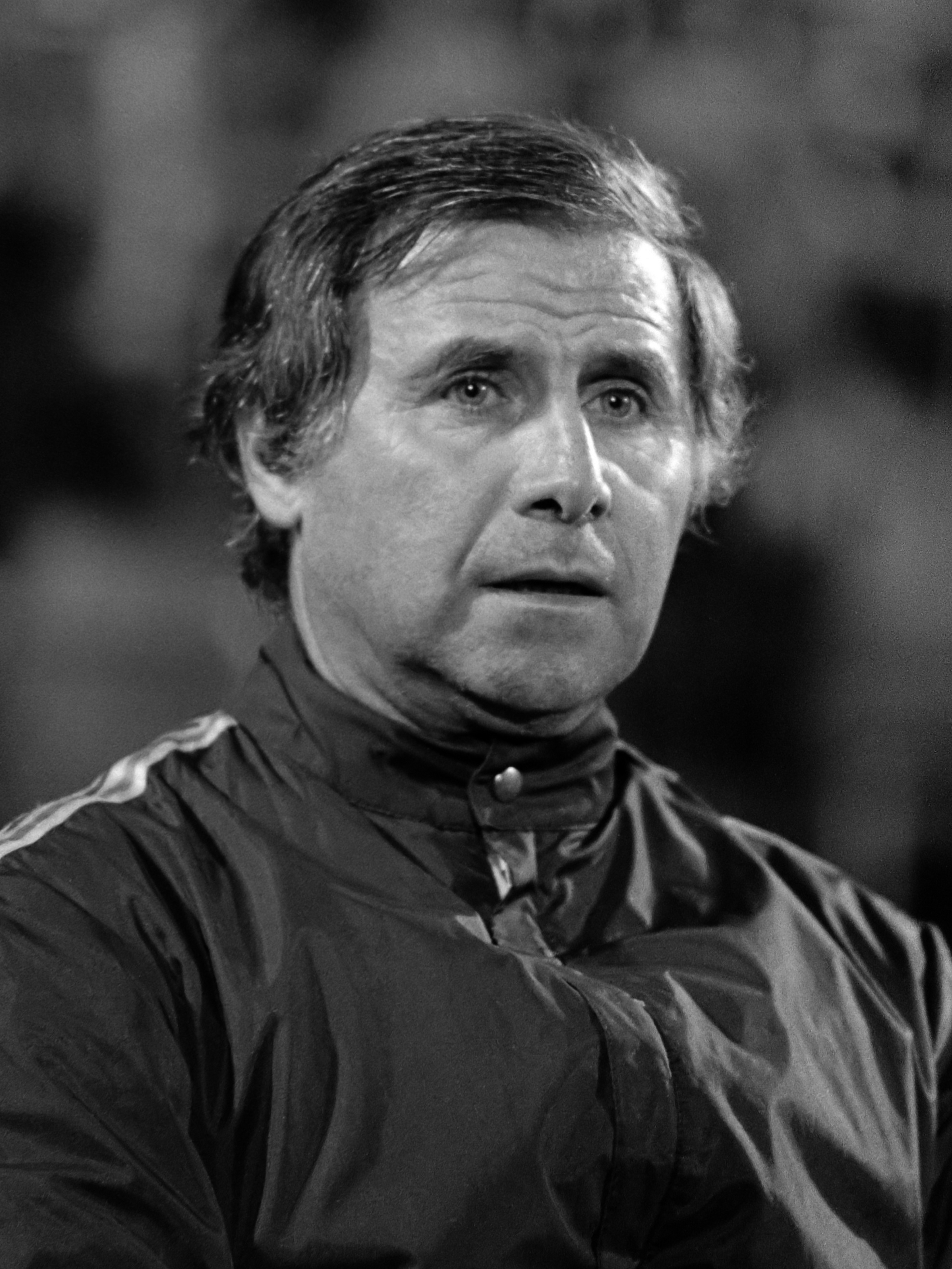
Michel Hidalgo.

- 26 mars : Michel Hidalgo, footballeur puis entraîneur de football français
- 29 mars :
  - Krzysztof Penderecki, compositeur polonais.
  - Patrick Devedjian, homme politique français.
- 30 mars : 
  - Louise Ebrel, chanteuse bretonne.
  - Bill Withers, auteur-compositeur et chanteur américain.
- 31 mars :
  - Pierre Bénichou, journaliste et chroniqueur français.
  - Pape Diouf, personnalité franco-sénégalaise du football.

### Avril

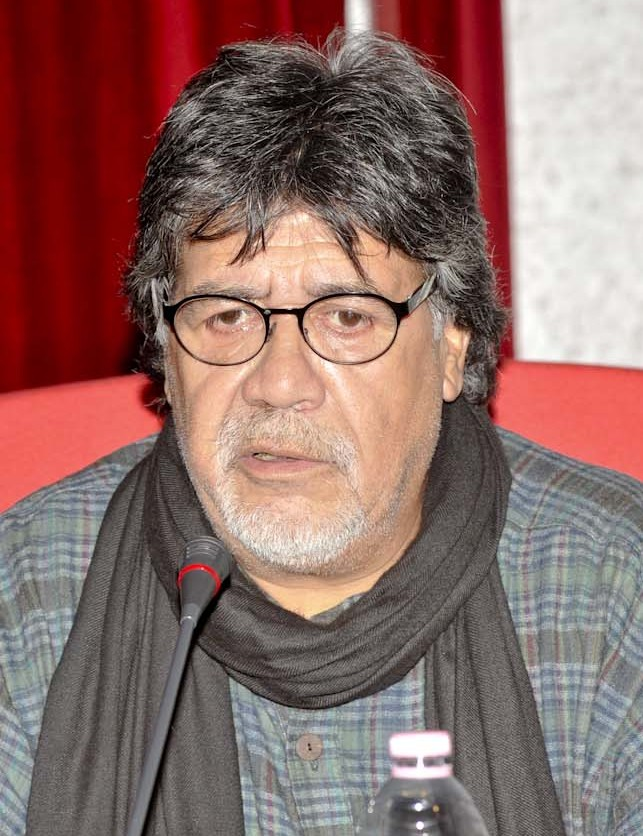
Luis Sepúlveda.

- 4 avril : Luis Eduardo Aute, auteur compositeur interprète espagnol.
- 11 avril : 
  - John Horton Conway, mathématicien britannique.
  - Colby Cave, joueur de hockey canadien.
- 15 avril : Kenneth Gilbert, claveciniste canadien.
- 16 avril :
  - Luis Sepúlveda, écrivain chilien.
  - Christophe, auteur-compositeur et chanteur français.
  - Gene Deitch, réalisateur
- 19 avril : Philippe Nahon, acteur français
  - Delphine Serina (actrice - comédienne)
- 21 avril : Jacques Pellen, guitariste et compositeur breton.
  - Florian Schneider, musicien allemand.
- 24 avril : Erwan Evenou, écrivain, linguiste, militant politique et professeur breton.
- 27 mars : Germano Proverbio, religieux et latiniste italien (° 25 mai 1924).
- 29 avril :
  - Irfan Khan, acteur indien.
  - Maj Sjöwall, écrivaine suédoise.
- 30 avril : Sam Lloyd, acteur, chanteur et musicien américain.

### Mai

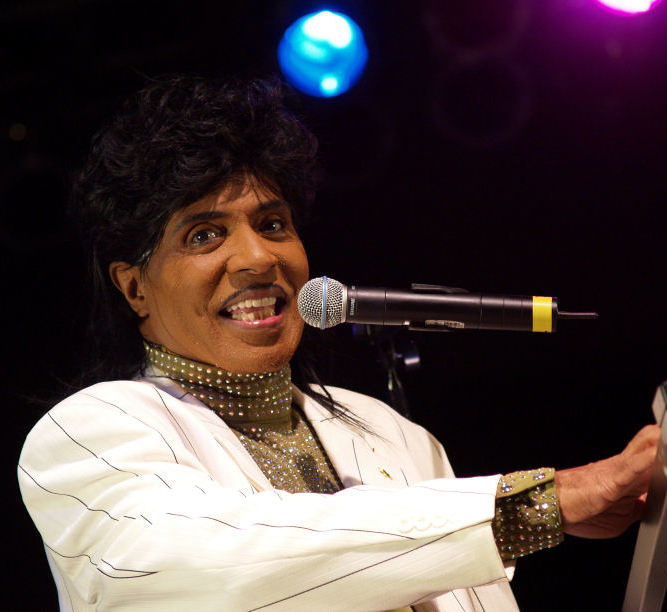
Little Richard.

- 2 mai : Idir, auteur-compositeur-interprète et musicien kabyle algérien.
- 3 mai : Dave Greenfield , clavériste du groupe The Stranglers.
- 6 mai : Jean Le Dû, linguiste breton.
- 8 mai : Cécile Rol-Tanguy, résistante française.
- 9 mai : Little Richard, pianiste, auteur-compositeur-interprète et acteur américain.
- 12 mai : Michel Piccoli, acteur français.
- 13 mai :
  - Gabriel Bacquier, artiste lyrique français.
  - Chedli Klibi, homme politique tunisien.
- 14 mai : Dalila Ennadre, réalisatrice franco marocaine.
- 15 mai : Fred Willard, acteur américain.
- 19 mai : Salah Stétié, écrivain et poète franco libanais.
- 22 mai :
  - Mory Kanté, chanteur de musique africaine.
  - Albert Memmi, écrivain français d'origine judéo-tunisienne.
- 24 mai : Jean-Loup Dabadie, écrivain français, parolier, scénariste, dialoguiste, traducteur, adaptateur, metteur en scène, membre de l'Académie française.
- 28 mai :
  - Gracia Barrios, peintre chilienne.
  - Guy Bedos, humoriste et comédien français.
  - Claude Goasguen, homme politique français.
- 30 mai : Mady Mesplé, soprano française.
- 31 mai :
  - Michel Aumont, clarinettiste et compositeur breton.
  - Christo, artiste bulgare puis américain.

### Juin

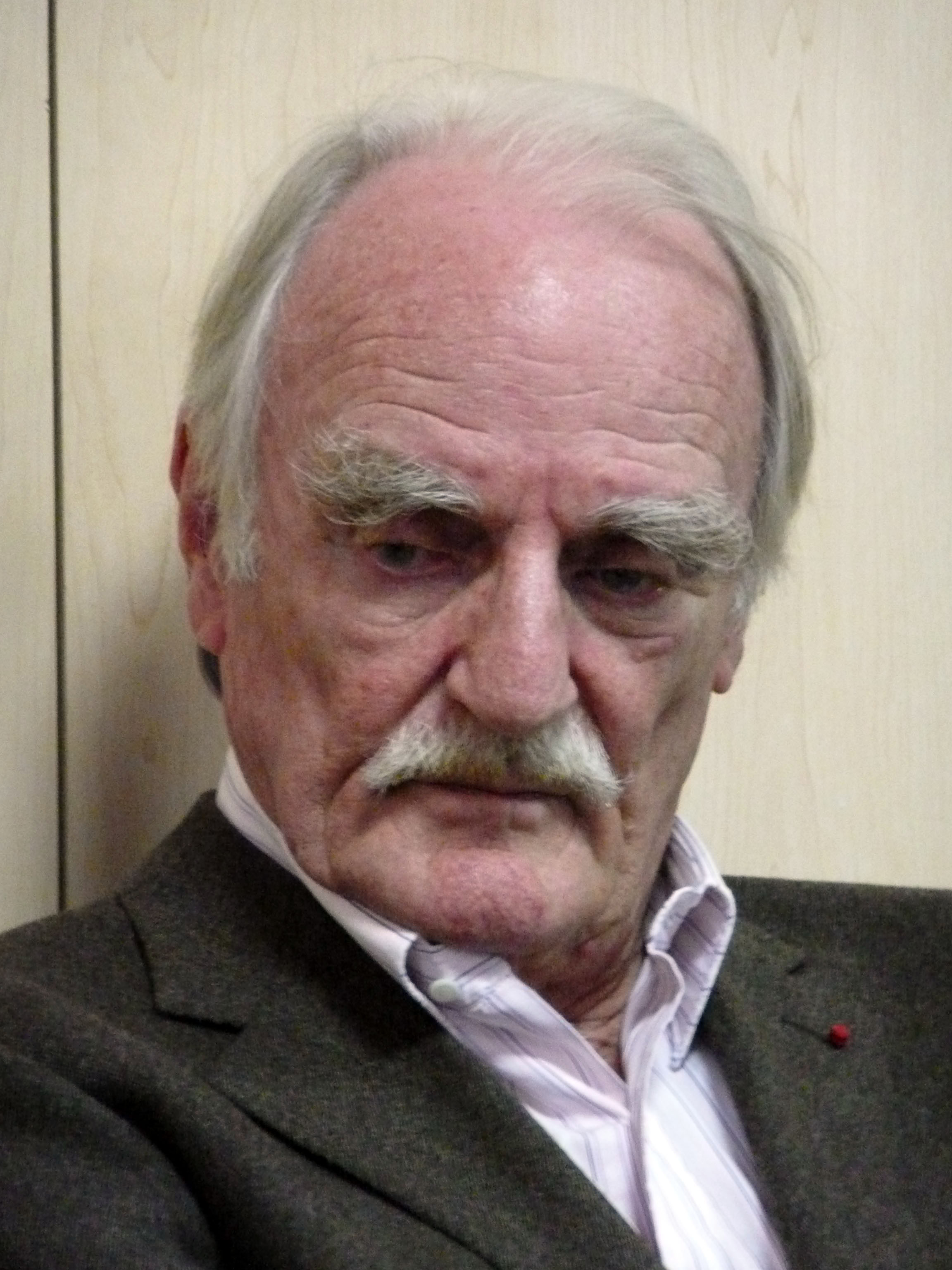
Jean Raspail.

- 1er juin : Myroslav Skoryk, compositeur ukrainien.
- 2 juin :
  - Jacques Noyer, prélat catholique
  - Chris Trousdale, chanteur de pop, danseur et acteur américain.
  - Wes Unseld, joueur de basket-ball américain.
- 8 juin : Pierre Nkurunziza, personnalité politique burundaise, président de la République du Burundi de 2005 à 2020.
- 11 juin : Marcel Maréchal, acteur, metteur en scène et écrivain français.
- 13 juin : 
  - Maurice Rajsfus, écrivain, journaliste et militant français.
  - Jean Raspail, écrivain et explorateur français.
- 16 juin :
  - Patrick Poivey, acteur et directeur artistique français.
  - Roger Borniche, inspecteur de police et écrivain français.
- 19 juin : Ian Holm, acteur britannique.
- 21 juin : Joan-Pau Verdier, auteur compositeur et interprète occitan et français.
- 22 juin : Joel Schumacher, réalisateur
- 24 juin : Marc Fumaroli, critique littéraire et essayiste français.
- 29 juin : Carl Reiner, acteur américain.
- 30 juin : Ida Haendel, violoniste britannique, pédagogue.

### Juillet

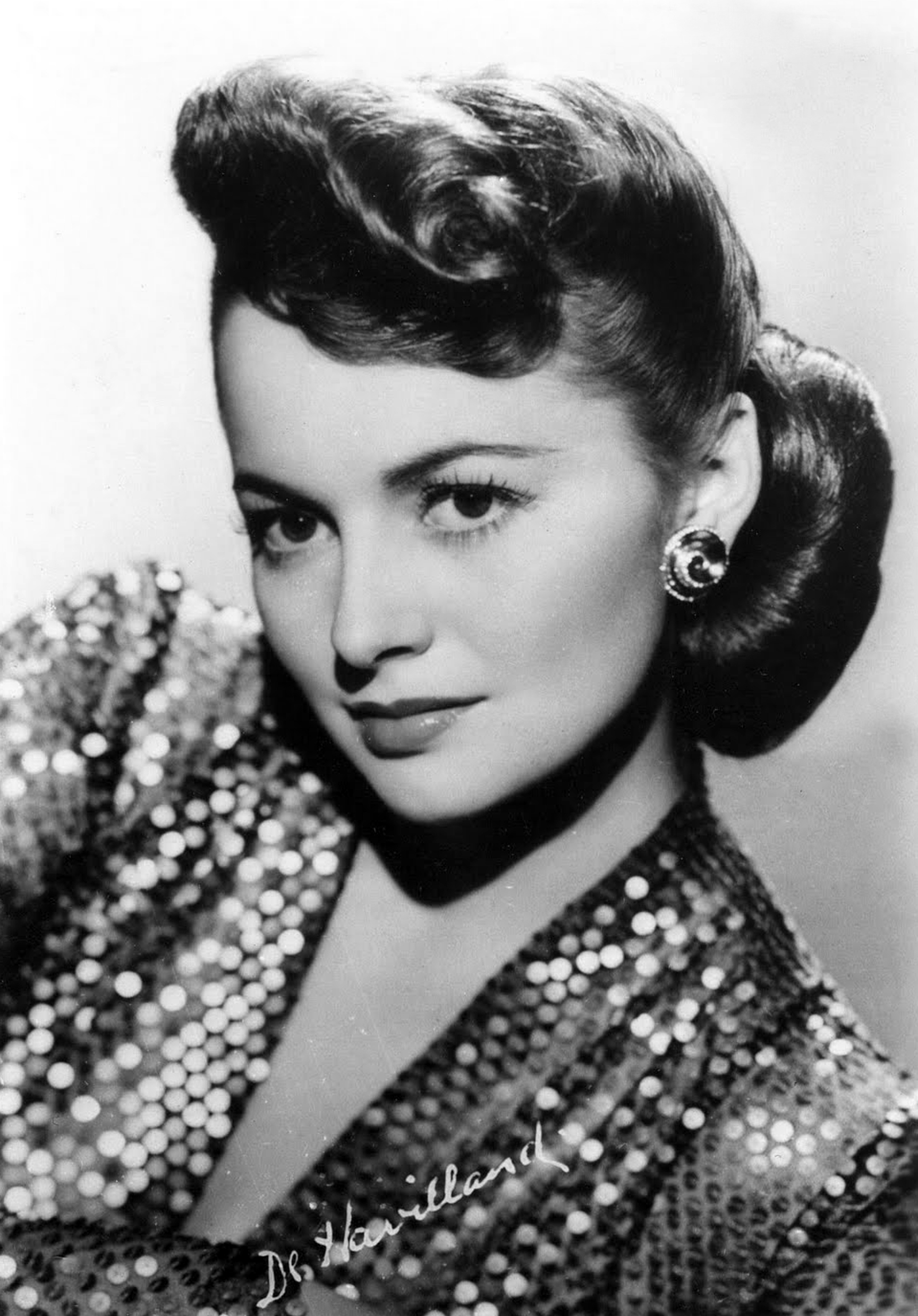
Olivia de Havilland.

- 2 juillet : Reckful, streamer et champion d’esport sur World of Warcraft
- 3 juillet : Hermine de Clermont-Tonnerre, princesse et styliste pour Dior.
- 6 juillet : Ennio Morricone, compositeur, producteur et chef d'orchestre italien.
- 8 juillet :
  - Amadou Gon Coulibaly, homme politique ivoirien.
  - Naya Rivera, actrice et chanteuse américaine.
- 9 juillet : Jean-François Garreaud acteur français.
- 12 juillet : Kelly Preston, actrice américaine.
- 17 juillet : Zizi Jeanmaire, danseuse, chanteuse et actrice française.
- 18 juillet : Peggy Batchelor, actrice britannique.
- 23 juillet : Jacqueline Sauvage, devenue malgré elle un symbole français de lutte contre les violences conjugales.
- 24 juillet : Sergio Custodio, professeur, écrivain et humaniste guatémaltèque.
- 25 juillet :  Edward Shack, joueur de hockey sur glace canadien.
- 26 juillet : Olivia de Havilland, actrice britannique, naturalisée américaine, puis française.
- 28 juillet : Gisèle Halimi,  avocate, militante féministe et femme politique franco-tunisienne.
- 29 juillet : Albin Chalandon, haut fonctionnaire, banquier et homme politique français.
- 30 juillet : Djemel Barek, acteur franco-algérien
- 31 juillet : Alan Parker, réalisateur, compositeur, scénariste et producteur de cinéma britannique.

### Août

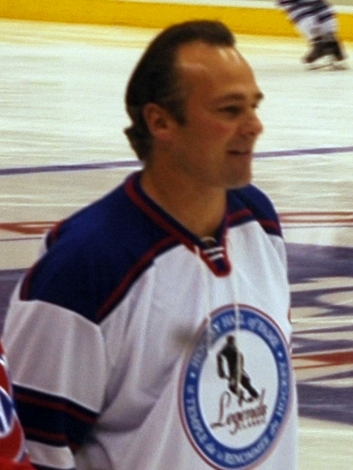
Dale Hawerchuk

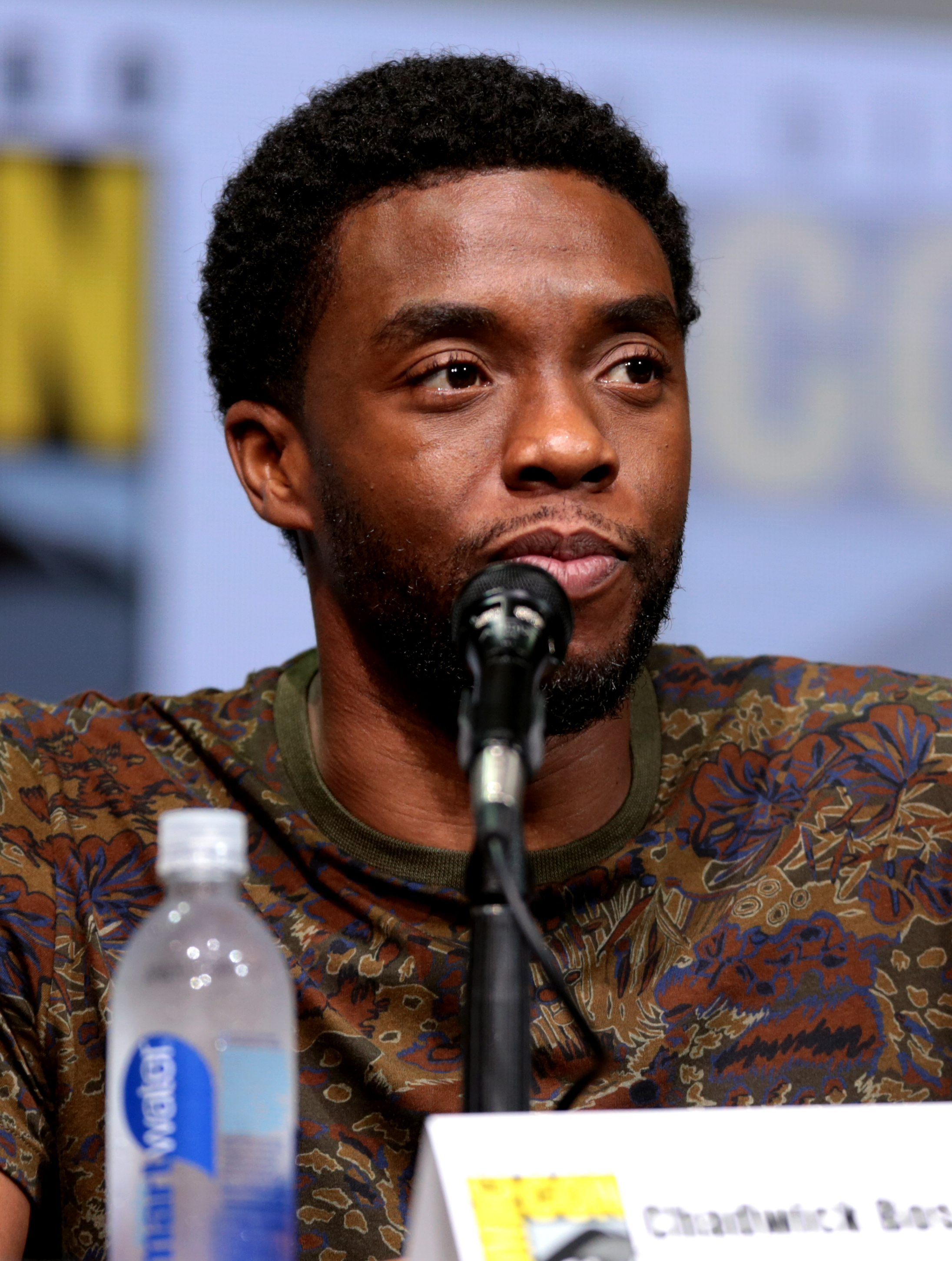
Chadwick Boseman.

- 2 août : Leon Fleisher, pianiste et chef d'orchestre américain.
- 3 août : John Hume, homme politique nord-irlandais.
- 5 août : Bernard Stiegler, philosophe français.
- 9 août : Laurent Vicomte, auteur de bandes dessinées français.
- 11 août : Kiraz, dessinateur de presse français.
- 12 août : Trini Lopez, chanteur et guitariste de pop, rock et folk américain d'origine mexicaine.
- 17 août : Nina Kraft, triathlète allemande.
- 18 août : 
  - Sayeeda Khanam, photographe bangladaise.
  - Dale Hawerchuk, joueur de hockey sur glace canadien au temple de la renommée.
- 20 août :  Frankie Banali, batteur américain de Quiet Riot.
- 23 août : Micheline Banzet-Lawton,animatrice de télévision et de radio, une productrice et une musicologue française
- 24 août : Pascal Lissouba, homme d'État congolais.
- 28 août : Chadwick Boseman, acteur américain.
- 31 août : Tom Seaver, joueur de baseball américain.

### Septembre

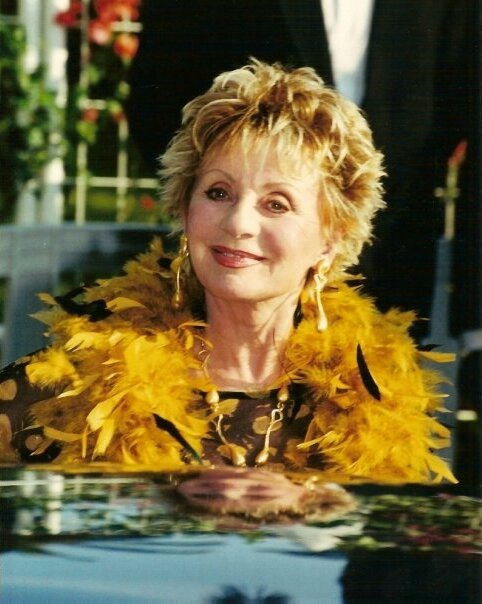
Annie Cordy.

- 1er septembre: Erick Morillo, DJ et producteur de musique électronique.
- 2 septembre : David Graeber, anthropologue et militant anarchiste américain.
- 4 septembre :
  - Annie Cordy, chanteuse, meneuse de revue et actrice belge.
  - Gary Peacock, contrebassiste américain de jazz.
- 9 septembre : Edgard Tupët-Thomé, militaire et Résistant, Compagnon de la Libération.
- 10 septembre : Diana Rigg, actrice britannique.
- 11 septembre :
  - André Lespagnol, professeur et homme politique breton.
  - Roger Carel, acteur et comédien de doublage français.
- 12 septembre : Dominique Kalifa, historien français.
- 13 septembre :
  - Said Ali Kemal, journaliste français et homme politique comorien.
  - Bernard Debré, urologue et homme politique français.
- 14 septembre : François Debré, écrivain et journaliste français.
- 15 septembre : Moussa Traoré, homme d'État malien.
- 16 septembre : Ahmed Ben Salah, homme politique et syndicaliste tunisien.
- 17 septembre : Daniel Charles-Alfred, footballeur français.

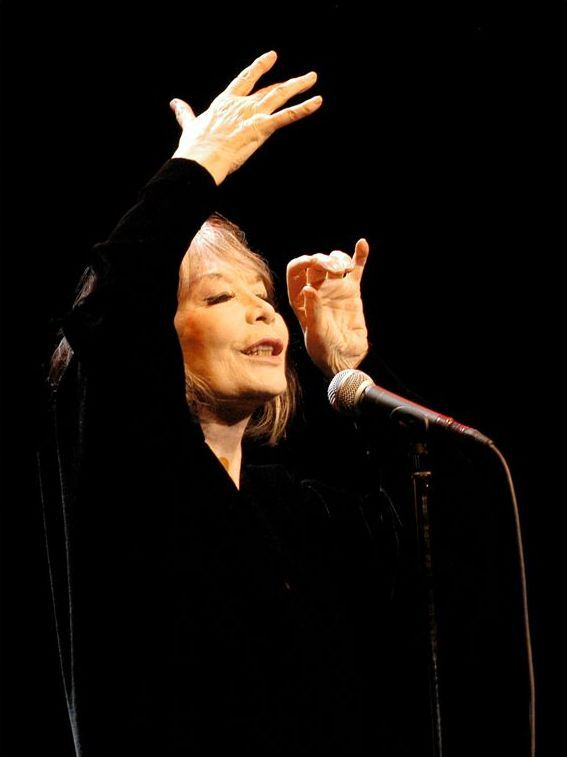
Juliette Gréco.

- 18 septembre : Ruth Bader Ginsburg, avocate, juriste, universitaire et juge américaine.
- 19 septembre : Jean-Pierre Pophillat, peintre et lithographe français.
- 21 septembre : Michael Lonsdale, acteur français.
- 23 septembre :
  - Juliette Gréco, chanteuse de variétés et artiste dramatique.
  - Pierre Troisgros, chef cuisinier.
- 26 septembre : Denis Tillinac, écrivain, journaliste, éditeur et polémiste.
- 29 septembre :
  - Sabah al-Ahmad al-Jaber al-Sabah, émir du Koweït.
  - Helen Reddy, chanteuse, actrice et féministe australienne.
- 30 septembre : Quino, scénariste et dessinateur.

### Octobre
- 4 octobre : Kenzō Takada, styliste japonais, fondateur de la marque Kenzo.
- 6 octobre :
  - Wladimir Yordanoff, comédien français.
  - Eddie Van Halen,  guitariste du groupe de rock Van Halen.Eddie Van Halen.

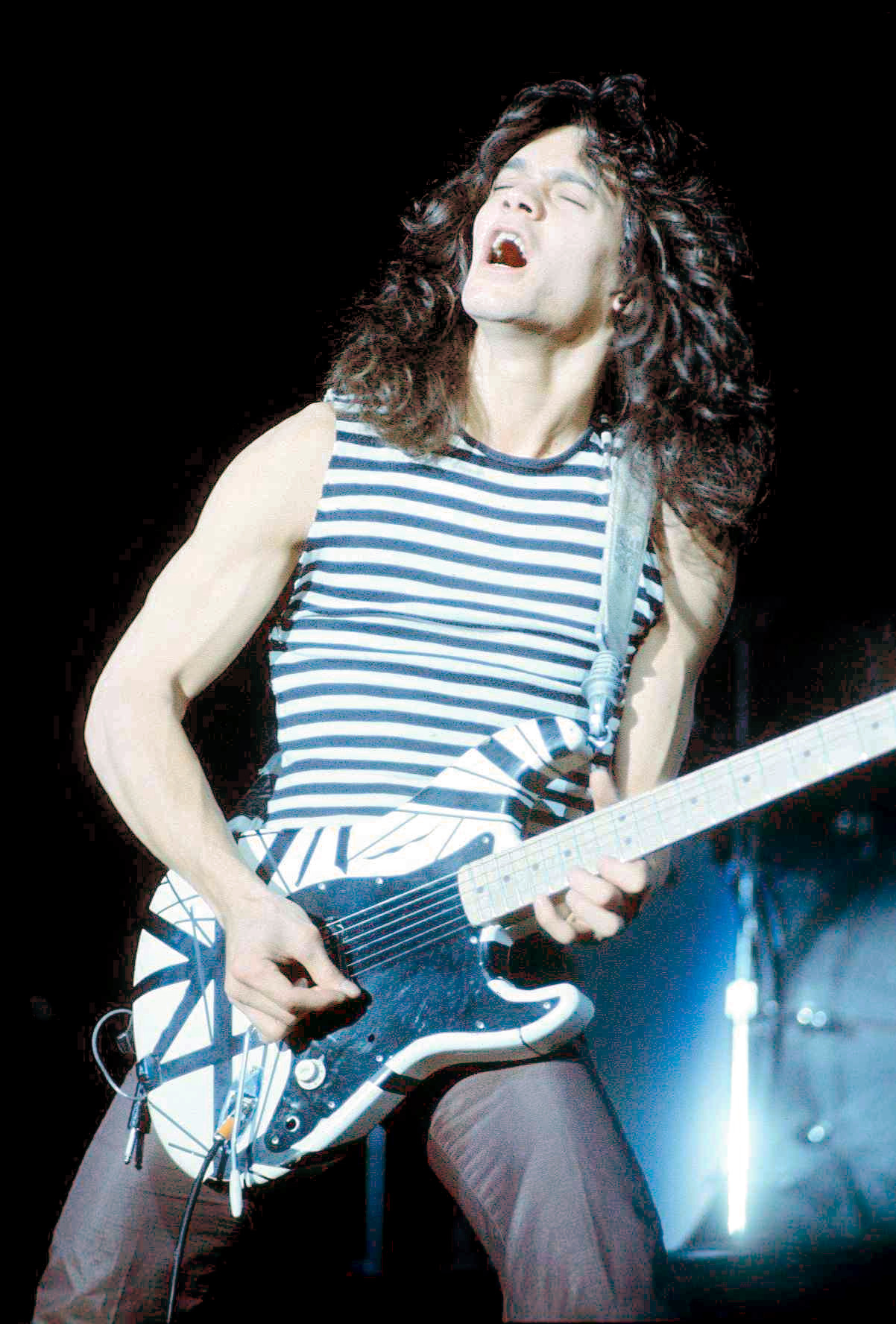
Eddie Van Halen.

- 7 octobre : Mario J. Molina, chimiste mexicain.
- 9 octobre : Francine Simonin, peintre suisse.
- 11 octobre : Joe Morgan, joueur américain de baseball.
- 12 octobre : Conchata Ferrell, actrice américaine.
- 13 octobre : Chris Killip, photographe britannique.

- 14 octobre :

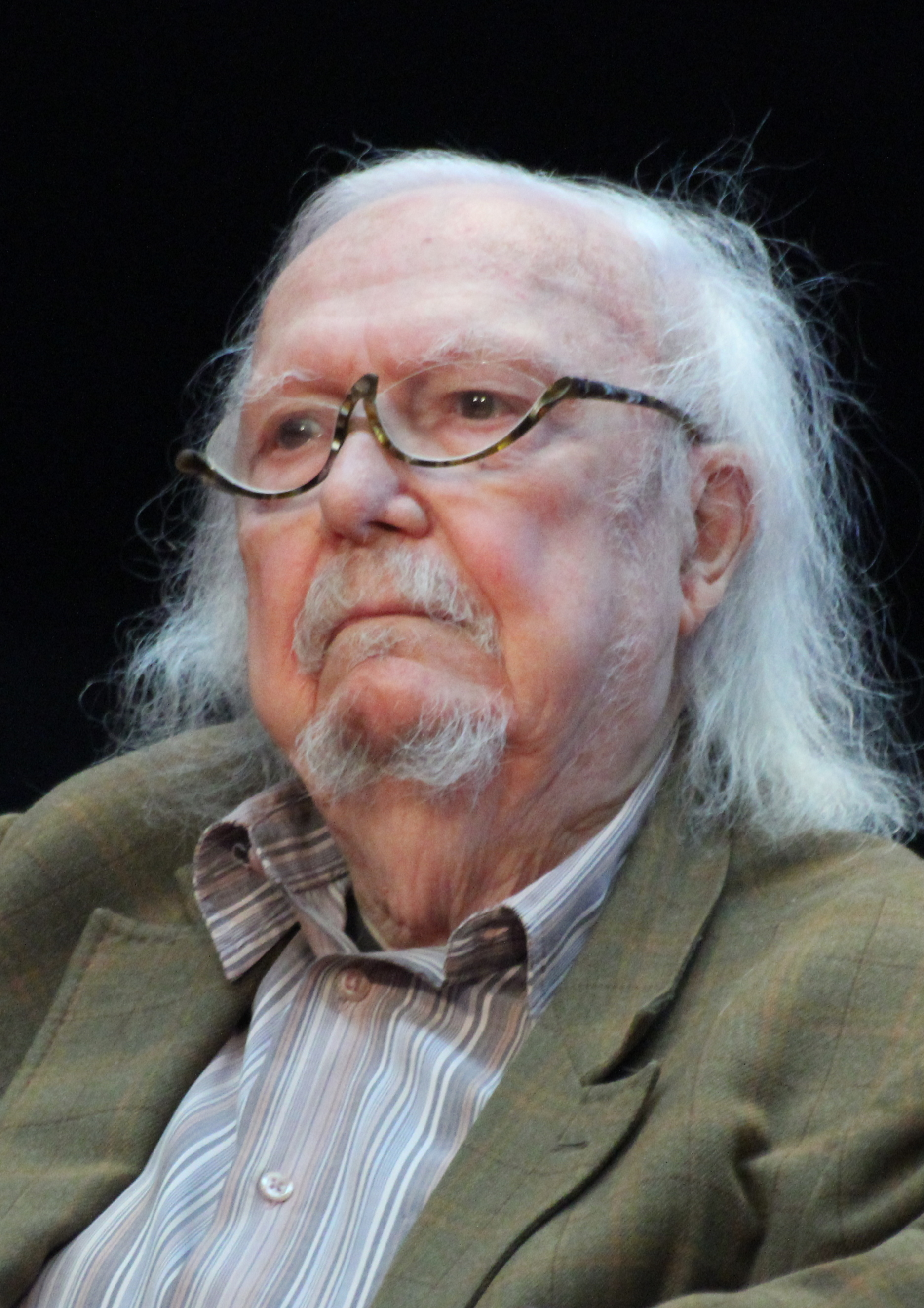
Alain Rey.

  - Kuniwo Nakamura, homme politique paluan.
  - Rhonda Fleming, actrice américaine.
- 15 octobre :
  - Bhanu Athaiya, costumière indienne.
  - Jole Santelli, femme politique italienne.
  - Fons Verplaetse, économiste et banquier belge.
- 16 octobre : Samuel Paty, enseignant français assassiné dans l'attentat de Conflans-Sainte-Honorine.
- 18 octobre :
  - Naâma, chanteuse tunisienne.
  - René Felber, personnalité politique suisse.
- 20 octobre :
  - Bruno Martini, footballeur et entraineur français.
  - Alex Varenne, dessinateur et auteur de bande dessinée érotique français.
  - Yehoshua Blau, linguiste israélien.
  - James Randi, illusionniste professionnel américano-canadien.

- 21 octobre :

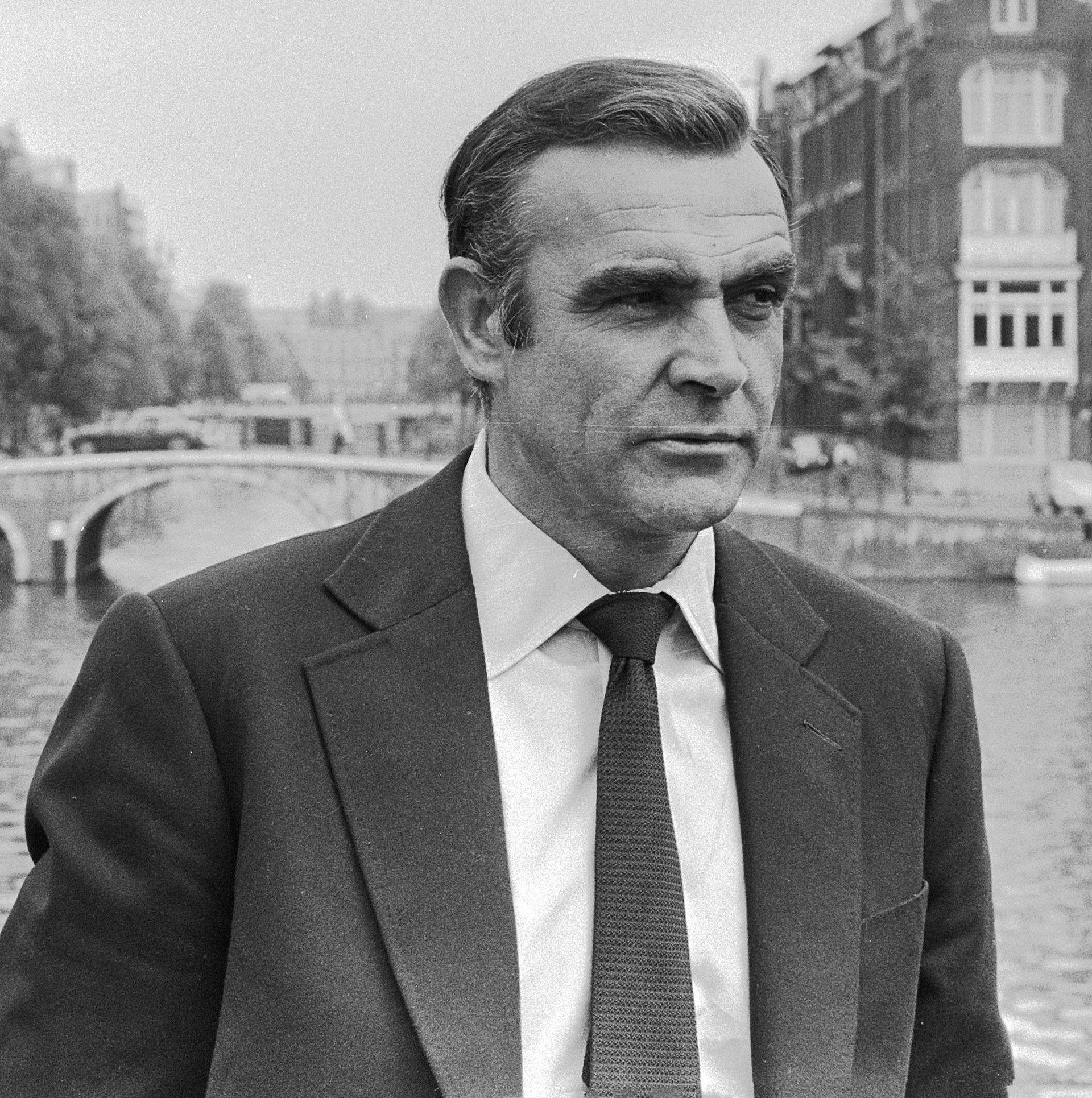
Sean Connery.

  - Frank Horvat, photographe italien.
  - Viola Smith, batteuse américaine.
  - Marge Champion, chorégraphe, danseuse et actrice américaine.
- 22 octobre : Fikile Ntshangase, militante écologiste sud-africaine.
- 25 octobre : Lee Kun-hee, PDG de Samsung.
- 26 octobre : Ezzat Ibrahim al-Douri, homme politique irakien.
- 27 octobre : Louis Astre, Professeur, politiciens français.
- 28 octobre : Alain Rey, linguiste et lexicographe français.
- 30 octobre : Jean-Marie Le Chevallier, homme politique français.
- 31 octobre : Sean Connery, acteur britannique.

### Novembre
- 2 novembre :
  - Gigi Proietti, Acteur italien, réalisateur, scénariste, comique, doubleur.
- 3 novembre :
  - Claude Giraud, acteur français.
  - Elsa Raven, actrice américaine.
- 4 novembre :
  - Moncef Ouannes, universitaire et sociologue tunisien.
  - Jean-Pierre Vincent, comédien, metteur en scène et directeur de théâtre français.
- 5 novembre : Pierre Simonet, résistant et haut fonctionnaire français.
- 6 novembre :
  - Nathan Zach, poète israélien.
  - Fernando Solanas, cinéaste et homme politique argentin.
  - King Von, rappeur américain.
- 8 novembre :
  - Alex Trebek, acteur, animateur de jeux télévisés et producteur canadien.
  - Charles-Henri Flammarion, éditeur français.
- 10 novembre : Amadou Toumani Touré, militaire et homme d'État malien.
- 11 novembre : Khalifa ben Salmane Al Khalifa, personnalité politique bahreïnie.
- 12 novembre :
  - Jerry Rawlings, chef d'État ghanéen.
  - Piem, dessinateur français.
- 13 novembre : Jean Morzadec, un homme de media, défenseur des livres.
- 14 novembre : Max Gros-Louis, grand chef et mairie des Houron-Wendat, Québec, Canada
- 15 novembre :
  - Ray Clemence, footballeur et entraîneur anglais.
  - Mahjoubi Aherdane, personnalité politique, amazighiste, poète et peintre marocain.
- 16 novembre : Bruce Swedien,ingénieur du son
- 18 novembre : 
  - Michel Robin, acteur français, ancien sociétaire de la comédie française.
  - Firsat Sofi, homme politique kurde irakien.
- 20 novembre : Daniel Cordier, résistant, marchand d'art et historien français.
- 22 novembre : Noëlla Rouget, résistante française.
- 23 novembre :
  - Anele Ngcongca, joueur de football sud-africain.
  - Sidi Mohamed Ould Cheikh Abdallahi, personnalité politique mauritanien.
  - David Dinkins, homme politique américain.
- 24 novembre : 
  - Christophe Dominici, joueur de rugby français.
  - Mamadou Tandja, homme politique nigérien.

- 25 novembre :

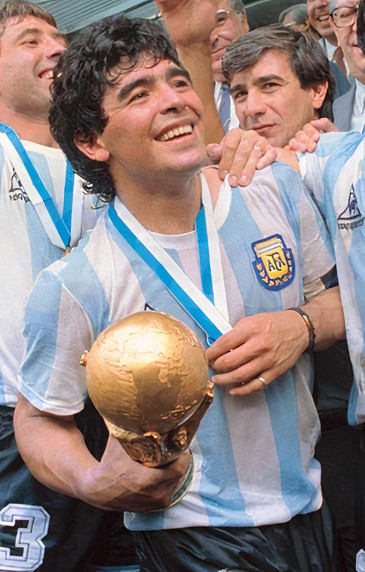
Diego Maradona.

  - Jacques Secrétin, joueur de tennis de table français.
  - Diego Maradona, joueur de football et entraineur argentin.
- 28 novembre :
  - David Prowse, body-builder et acteur britannique.
  - Jean-Louis Servan-Schreiber, journaliste français.
- 29 novembre : Papa Bouba Diop, joueur de football sénégalais.
- 30 novembre :
  - Andrea Huser, sportive suisse.
  - Anne Sylvestre, chanteuse française.

### Décembre
- 1er décembre :

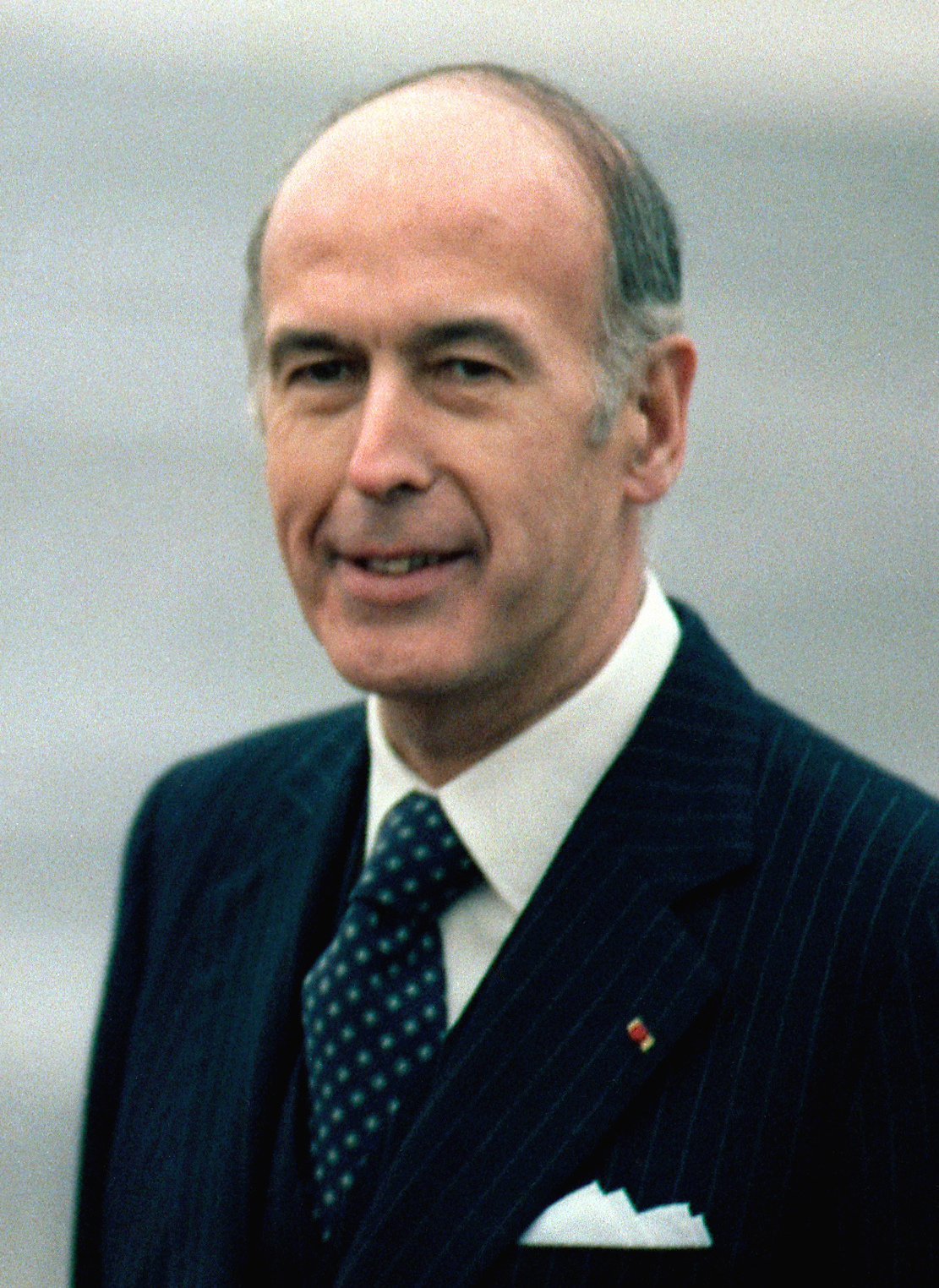
Valéry Giscard d'Estaing.

  - Eric Engstrom, programmeur américain.
  - Hugh Keays-Byrne, acteur anglais.
  - Henri Teissier, prélat catholique franco-algérien.
- 2 décembre : Valéry Giscard d'Estaing, président de la République française de 1974 à 1981.
- 5 décembre : Robert Castel, comédien humoriste français.
- 7 décembre : Chuck Yeager, aviateur américain, premier homme à franchir le mur du son en 1947.
- 8 décembre :
  - Alejandro Sabella, joueur de football et entraîneur argentin.
  - Charles David Din Dika, 6e roi de la communauté Akwa au Cameroun.
- 9 décembre : Paolo Rossi, joueur de football italien, meilleur buteur et nommé meilleur joueur de la Coupe du monde 1982.
- 12 décembre : John le Carré, romancier britannique.
- 13 décembre :  Pierre Lacroix, manager et jouer de hockey sur glace
- 14 décembre : Gérard Houllier, joueur de football et entraineur français.
- 15 décembre :
  - Coralie Delaume, essayiste, journaliste, conférencière et blogueuse française, spécialiste des questions de souveraineté et de démocratie, ainsi que des problématiques européennes.
  - Caroline Cellier, actrice française.
- 16 décembre : Carl Mann, chanteur, pianiste et guitariste de rock 'n' roll et country américain.
- 17 décembre : 
  - Pierre Buyoya, ancien président du Burundi et diplomate.
  - Jean Blaton, pilote automobile belge de compétitions.
- 18 décembre : Peter Lamont, chef décorateur et directeur artistique anglais.
- 22 décembre : Claude Brasseur, acteur français.
- 23 décembre : Rika Zaraï, chanteuse israélienne.
- 24 décembre : Ivry Gitlis, violoniste israélien.
- 25 décembre : 
  - K. C. Jones, basketteur et entraîneur de basket-ball américain.
  - Soumaïla Cissé, homme politique malien.
  - François Laborde, prêtre catholique français, qui a inspiré le livre La Cité de la Joie.
- 26 décembre : 
  - George Blake, espion britannique.
  - Gilbert Naccache, écrivain et militant de gauche tunisien.
  - Luke Harper (Brodie Lee), catcheur américain.
- 27 décembre : Berck, dessinateur belge de bande dessinée comme Sammy.
- 28 décembre : Armando Manzanero, musicien mexicain.
- 29 décembre : 
  - Pierre Cardin,  couturier et homme d'affaires français d'origine italienne.
  - Claude Bolling, compositeur et pianiste de jazz français.
- 30 décembre : Dawn Wells, actrice américaine.
- 31 décembre :
  - Olivier Royant, journaliste français, directeur de la rédaction de l'hebdomadaire Paris Match.
  - Robert Hossein, réalisateur, acteur, scénariste, dialoguiste et metteur en scène français.